# Paramamoea arawa
Paramamoea arawa là một loài nhện trong họ Amphinectidae. Loài này được phát hiện ở New Zealand.